# Fyre Fraud
Pour plus de détails, voir Fiche technique et Distribution.
Fyre Fraud est un documentaire américain sorti le 14 janvier 2019 sur la plateforme de vidéo à la demande Hulu. Il est réalisé par Jenner Furst et Julia Willoughby Nason. 

## Synopsis
Fyre Fraud est décrit dans un communiqué de presse comme « une véritable comédie criminelle soutenue par un groupe de dénonciateurs, de victimes et de spécialistes qui vont au-delà du divertissement pour découvrir le pouvoir du syndrome FOMO et un écosystème de facilitateurs, motivés par le profit et le manque de responsabilité à l'ère numérique ».